# Melanagromyza viciae
Melanagromyza viciae är en tvåvingeart som beskrevs av Wenn 1985. Melanagromyza viciae ingår i släktet Melanagromyza och familjen minerarflugor. Inga underarter finns listade i Catalogue of Life.